# Christophe Lagarde
Christophe Lagarde (ur. 19 stycznia 1973) – francuski judoka. Startował w Pucharze Świata w latach 1999-2001 i 2005. Wicemistrz igrzysk śródziemnomorskich w 2001. Trzeci na mistrzostwach Francji w 1998 i 2002 roku.